# Occulonimbus edoequus
Occulonimbus edoequus, o alienígena de Nope, também conhecido como Jean Jacket, é um gigantesco animal alienígena fictício. O único membro conhecido desta espécie foi inicialmente identificado como uma nave alienígena, mas depois acabou sendo um animal metamorfo alienígena.

## Etimologia
"Occulonimbus edoequus" se originou do latim e significa literalmente "como um cavalo com o olho de uma nuvem", mas melhor se traduz como "Nuvens escuras ocultas comedoras de garanhões".

## Descrição e características
Em sua forma natural, o alienígena se assemelha a uma grande água-viva com um olho singular em formato quadrado, protegido por centenas de cílios protetores em forma de fita verde. Esses cílios balançam e ondulam em um padrão que atrai animais selvagens e humanos desavisados. Ele flutua no ar e se esconde nas nuvens. O animal emprega seus braços para transformar sua aparência em um OVNI convencional.

### Digestão
O Occulonimbus edoequus é um animal carnívoro, sendo deste modo a carne um alimento fácil de digerir. Ele parece ser um especialista em cavalos. Também pode digerir humanos. A boca do O. edoequus se estende para engolir sua presa inteira.